# 千佛

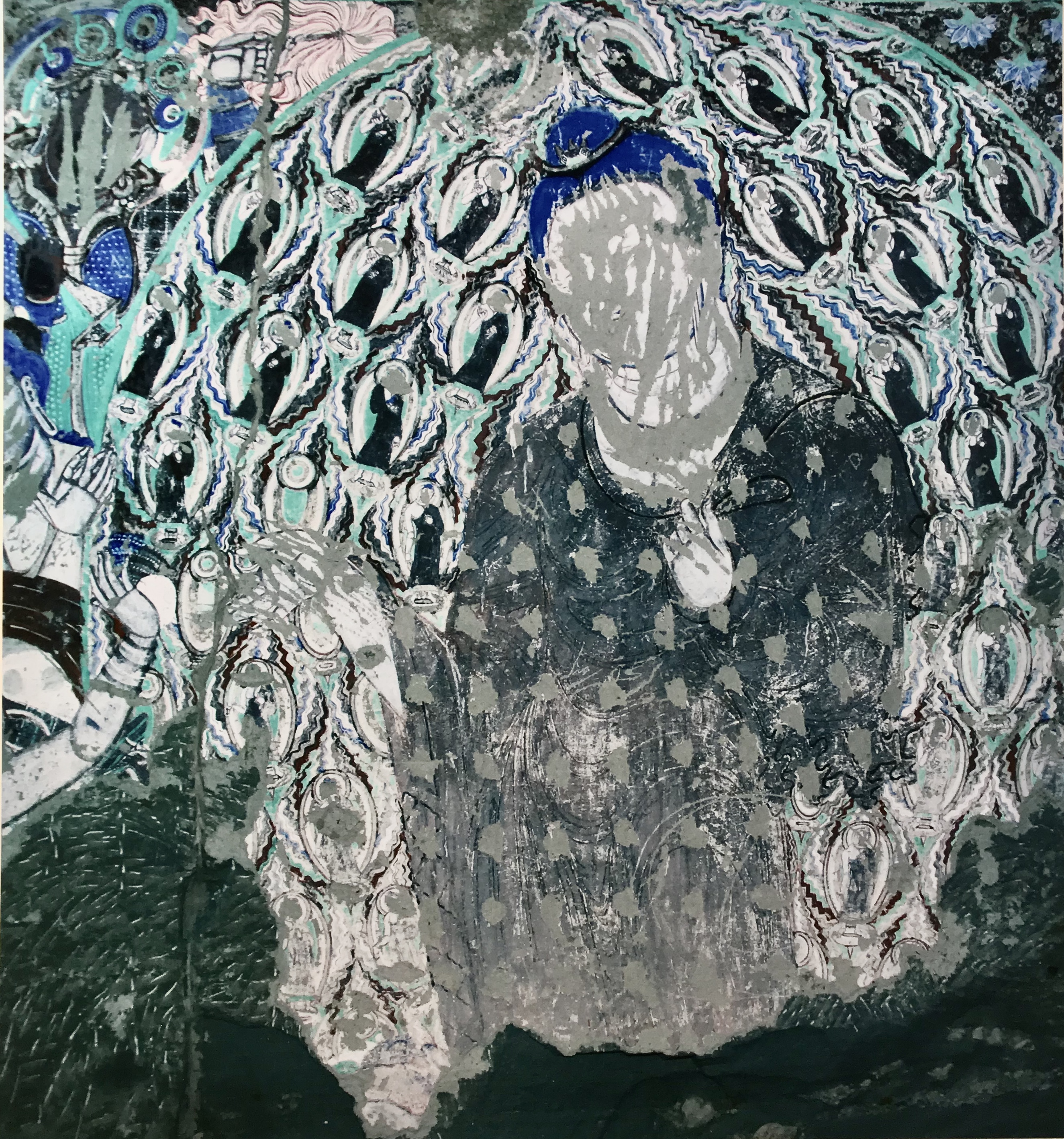
克孜尔123窟 化现千佛的神变像

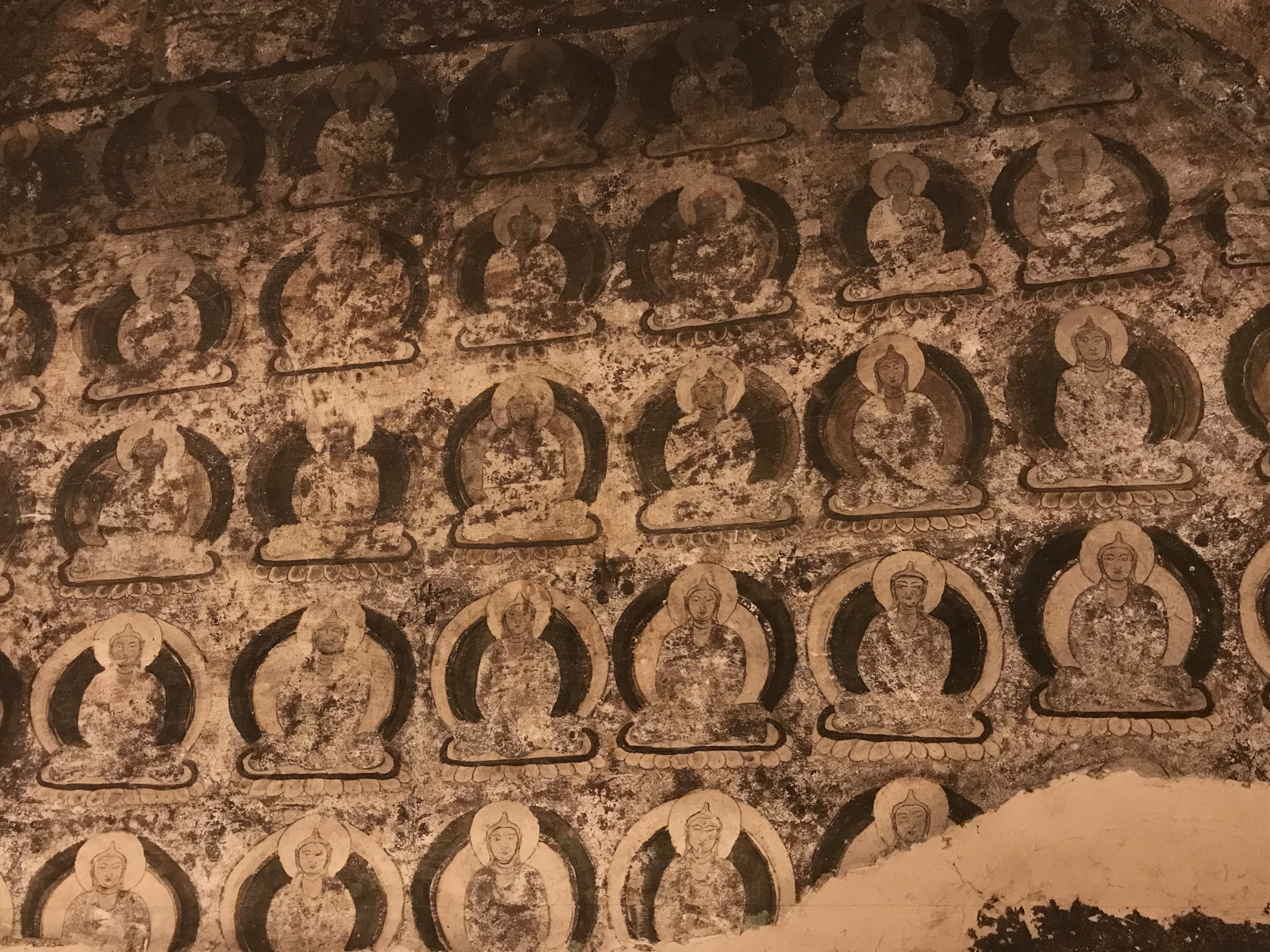
榆林窟29窟 复制壁画

千佛是大乘佛教的一种佛像的类型，由多个呈坐姿或站姿的小佛像组成，形式包括千佛造像和千佛图。千佛有佛身、背光和台座三个必需的基本特征以及华盖、榜题、边框三个选择性特征组成，其排列形式包括线性、菱格状、和弧形等方式。千佛图像也呈现出对称性，比如在佛祖像的两侧对称排列，或者在石窟四壁的对称排列。在千佛图像中，千佛个体通过不同形式、色彩或者装饰图案排列组合形成千佛单元，比如，袈裟样式、手印、华盖等的交替。通常，千佛图像依据相关佛经绘制，具有叙事性。

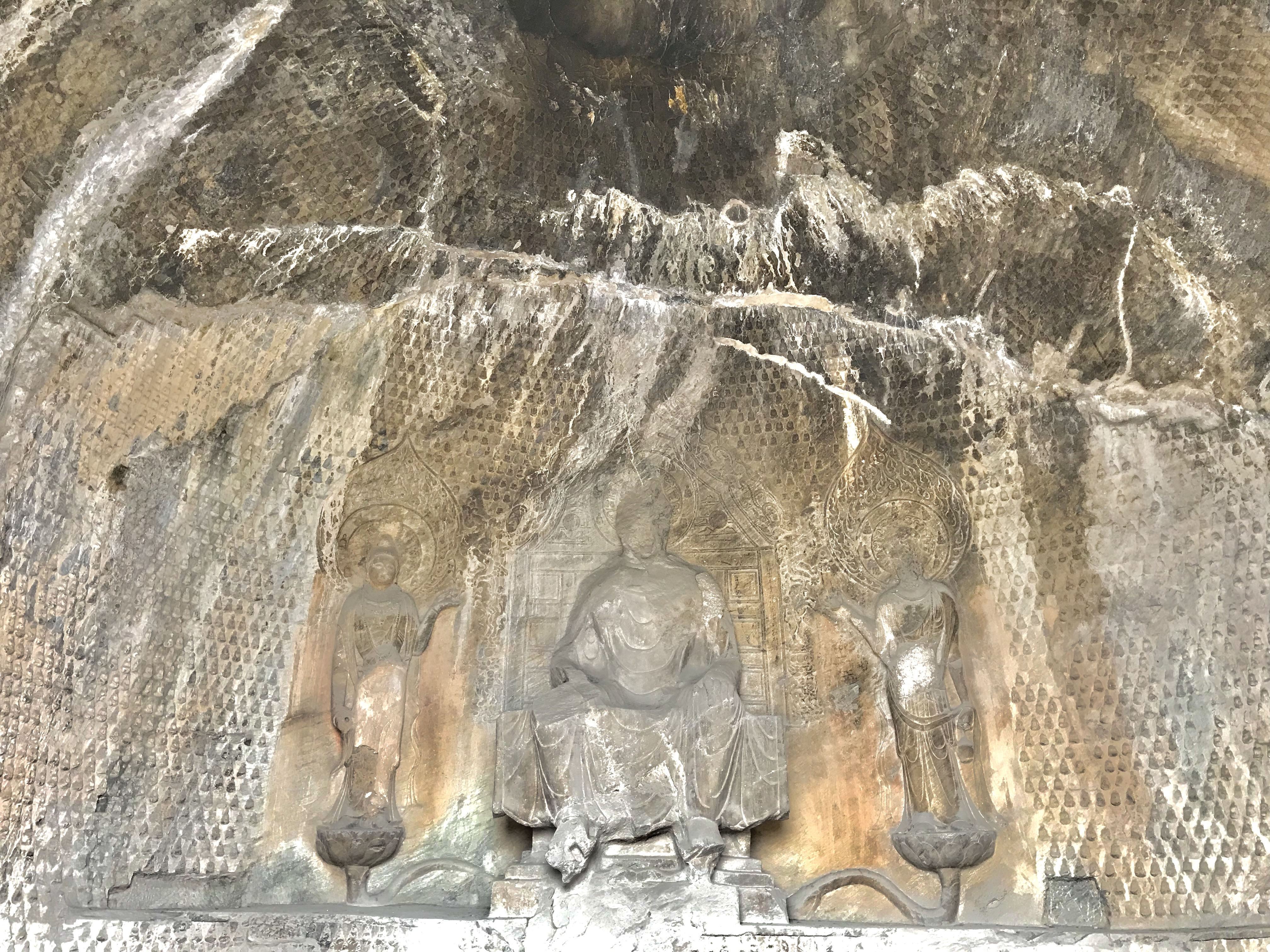
龙门石窟中的千佛造像

## 绘有千佛题材的洞窟
在中国众多的佛教石窟遗迹中，千佛的题材非常常见。敦煌莫高窟057，061，066，103，112，172，220，332，420窟；克孜尔123窟；榆林窟29窟；甘肃肃南马蹄寺千佛洞；肃南文殊山千佛洞，万佛洞等都绘有千佛题材的壁画。云冈石窟第15-19窟也是著名的千佛题材造像。